# Kurzdornkopf
Der Kurzdornkopf (Sebastolobus alascanus), syn. Sebastodes alascanus (Bean, 1890), ist eine Fischart der marinen Strahlenflosser, die zu der Unterfamilie der Sebastolobinae innerhalb der Scorpaenidae gehört. Er kommt im nördlichen und nordöstlichen Pazifik vor. Die Rote Liste gefährdeter Arten (IUCN 2.3) führt ihn als „stark gefährdet“ in der Kategorie „EN“ (endangered).

## Taxonomie
Der Kurzdornkopf wurde erstmals 1890 von dem amerikanischen Ichthyologen Tarleton Hoffman Bean formell beschrieben, mit dem Typusfundort Trinity Islands in der Nähe von Kodiak Island vor Alaska. Dabei bezieht sich der Artzusatz alascanus auf Alaska als Typusfundort.

## Merkmale

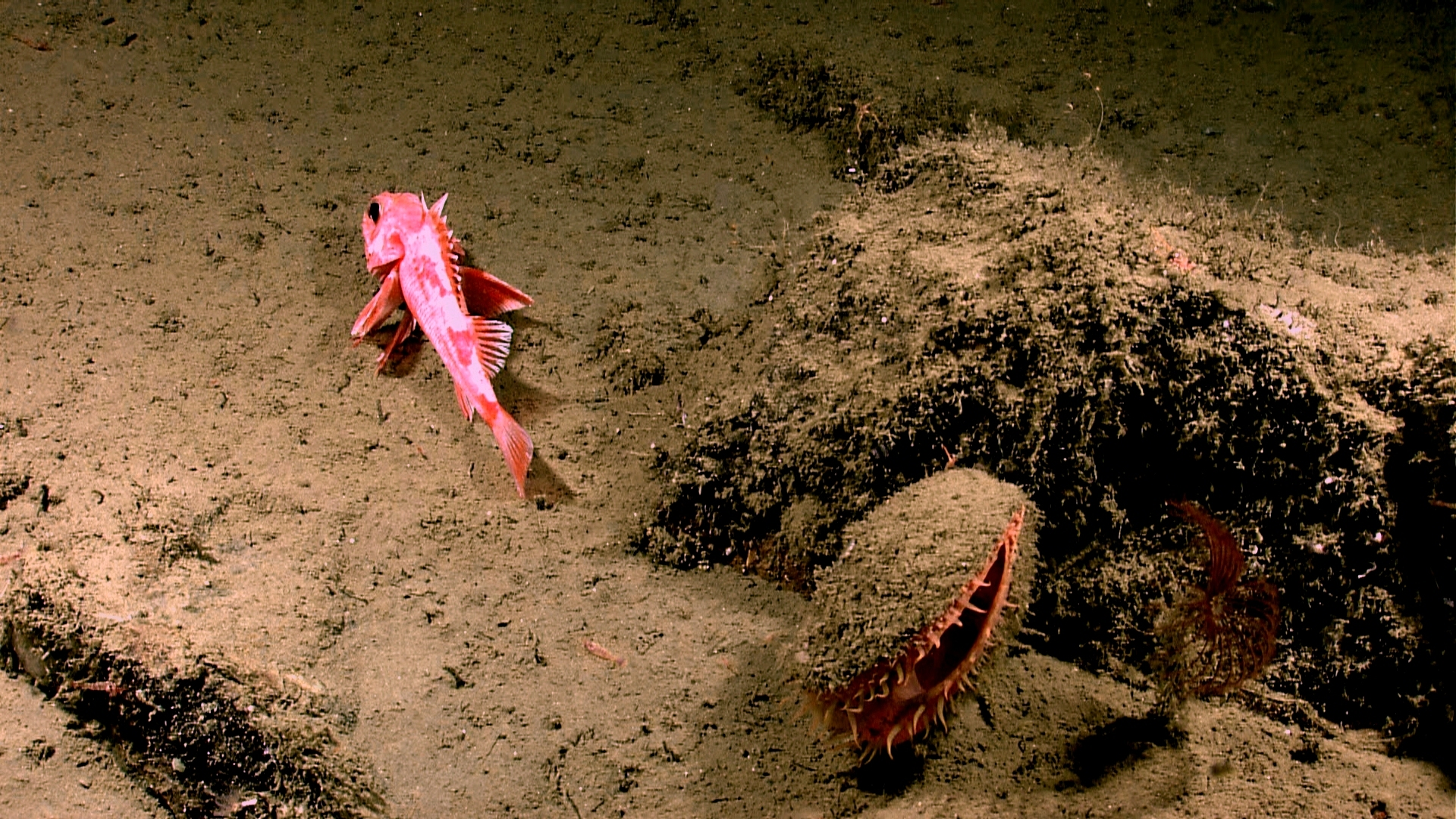
Kurzdornkopf nahe Santa Cruz Island, Kalifornien

Der Kurzdornkopf hat einen großen Kopf mit einem starken Stachelkamm und einen länglichen, sich verjüngenden Körper, der zu einer maximalen Länge von 80 Zentimetern und einem Gewicht von 9 Kilogramm heranwächst. Die Rückenflosse hat 15 bis 17 Stacheln und acht bis neun Weichstrahlen und die Afterflosse hat drei Stacheln und vier bis fünf Weichstrahlen. Die Brustflosse hat eine tiefe Kerbe und die Schwanzflosse ist abgerundet. Die Farbe dieses Fisches ist überwiegend leuchtend rot mit unterschiedlichen Schwarzanteilen an den Flossen und einer blass gefärbten Kiemenkammer.

## Lebensraum
Das Verbreitungsgebiet des Kurzdornkopfs liegt im Nordpazifik. Dort reicht es vom Ochotskischen Meer nach Norden bis zu dem am nordwestlichen Schelfrand im Beringmeer gelegenen Navarin-Canyon. Außerdem erstreckt sich das Vorkommen von der Stalemate-Bank und dem Ulm-Plateau im Westen der Aleuten entlang der nordamerikanischen Küste nach Süden bis zu der Baja California vorgelagerten Insel Isla de Cedros. Der Kurzdornkopf ist ein Grundfisch mit einem Tiefenbereich von ca. 20 bis 1600 Metern, den man gewöhnlich jedoch in Tiefen von weniger als 100 Metern antrifft.

## Lebensweise
Kurzdornköpfe wachsen langsam und haben ein langes Leben von vermutlich bis zu 80 oder 100 Jahren. Die Weibchen werden größer als die Männchen und erreichen ihre Geschlechtsreife bei etwa 18 Zentimetern oder im Alter von 8 bis 10 Jahren. Die Weibchen werden im Inneren befruchtet und scheiden die befruchteten Eier in pelagischen, gallertartigen Massen aus. Die jungen Fische wandern mit zunehmender Reife in tieferes Wasser. Kurzdornköpfe laichen zwischen Dezember und Mai entlang der pazifischen Küsten der angrenzenden Vereinigten Staaten und zwischen April und Mai im Golf von Alaska. Sie ernähren sich als Räuber von Garnelen, Krabben, Zooplankton, Amphipoden und anderen benthischen Wirbellosen. Die ausgewachsenen Tiere leben überwiegend in der Sauerstoff-Minimum-Zone und sind daher speziell an die extrem niedrige Sauerstoffsättigung angepasst. So ermöglicht eine, im Vergleich zu seinem flacheren Verwandten Scorpaena guttata, erhöhte Atemfrequenz während des Aufenthalts unter zunehmend hypoxischen Bedingungen, die niedrige Sauerstoffkonzentration in der Sauerstoffminimumzone auszugleichen. Außerdem lassen erhöhte Spiegel von L-Lactatdehydrogenase, insbesondere der anaeroben Isoform-LDH-A im Herzen und in den Muskeln des Kurzdornkopfes, auf einen adaptiven Mechanismus für die ATP-Produktion während geringer Sauerstoffverfügbarkeit schließen.

## Schutzstatus
Separate Bestandsaufnahmen für Kurzdornköpfe in den Gewässern vor Alaska, British Columbia und der Westküste der Vereinigten Staaten haben alle den Bestand als gesund eingeschätzt (über den Befischungsgrenzen), wobei Überfischung nicht auftritt. Der IUCN-Status „stark gefährdet“ basiert auf einer Bestandsaufnahme vom Jahr 2000.